# Diamond Bar, Kalifornien
Diamond Bar är en stad (city) i Los Angeles County, i delstaten Kalifornien, USA. Enligt United States Census Bureau har staden en folkmängd på 55 951 invånare (2011) och en landarea på 38,5 km².